# Jacques Pugin

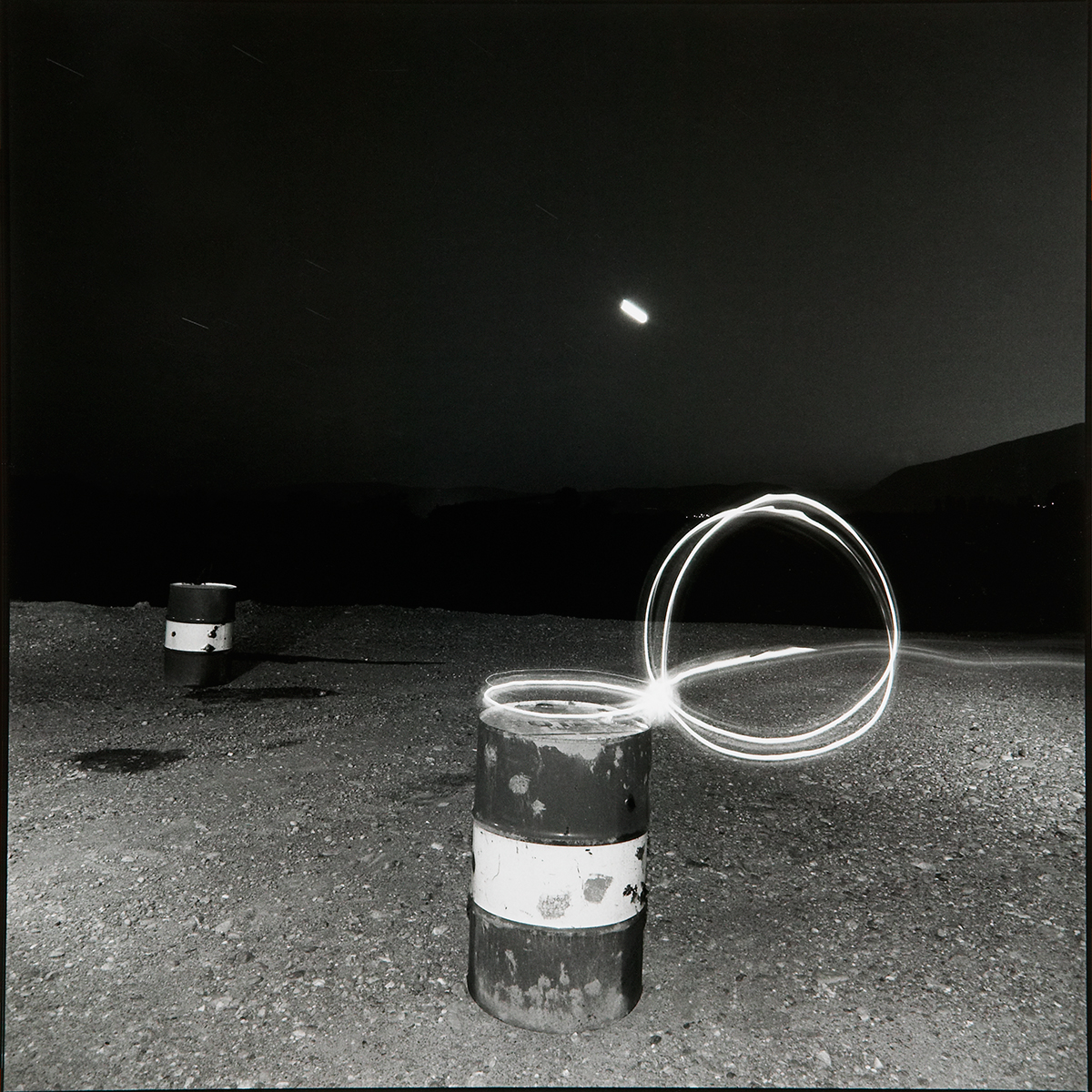
Graffiti raffiti #19, 1979, estampa em prata vintage 40x30 cm

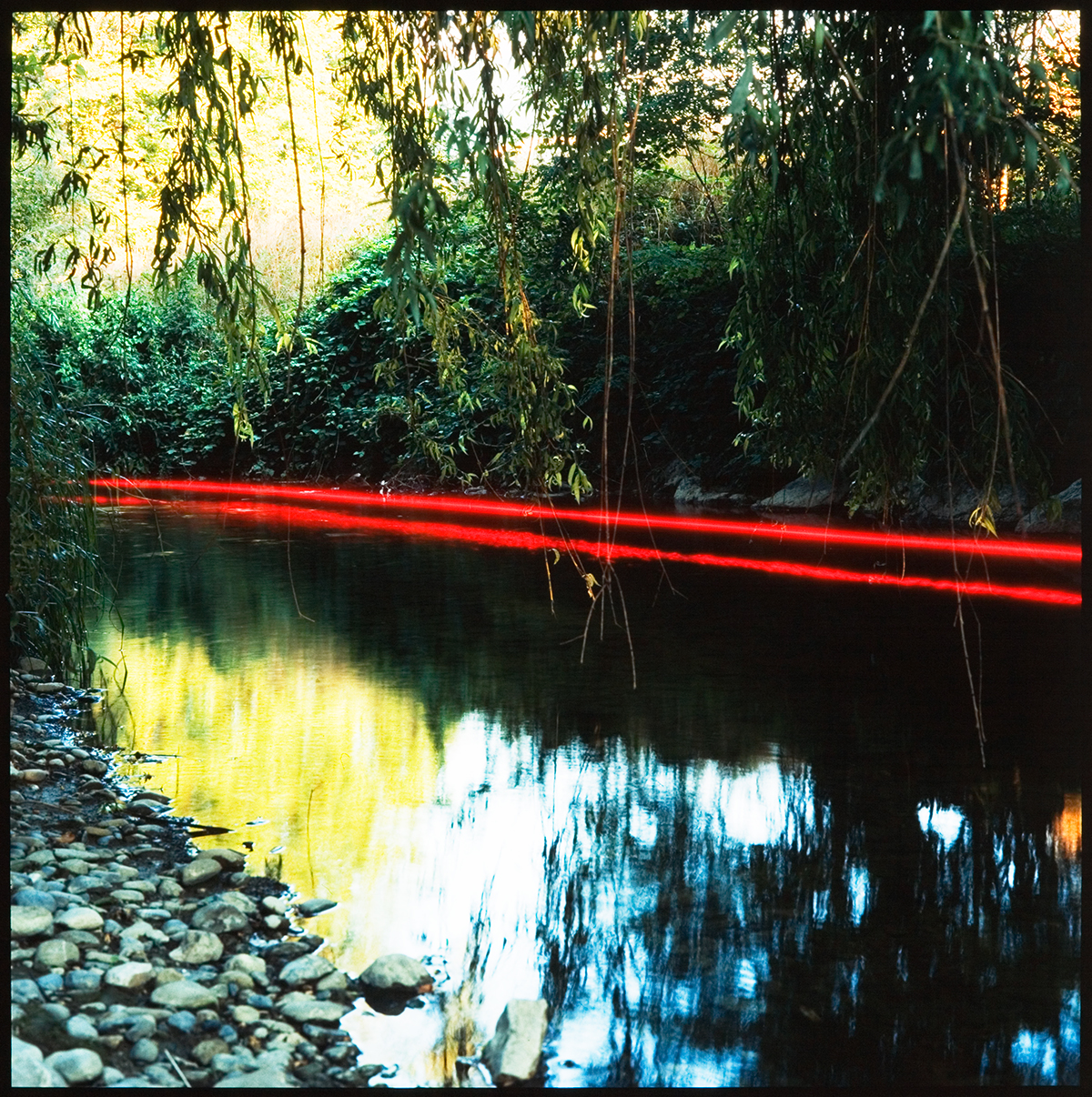
Red Graffiti #11, 1984, impressão sobre papel vintage de Michel Fresson 30 x 30 cm

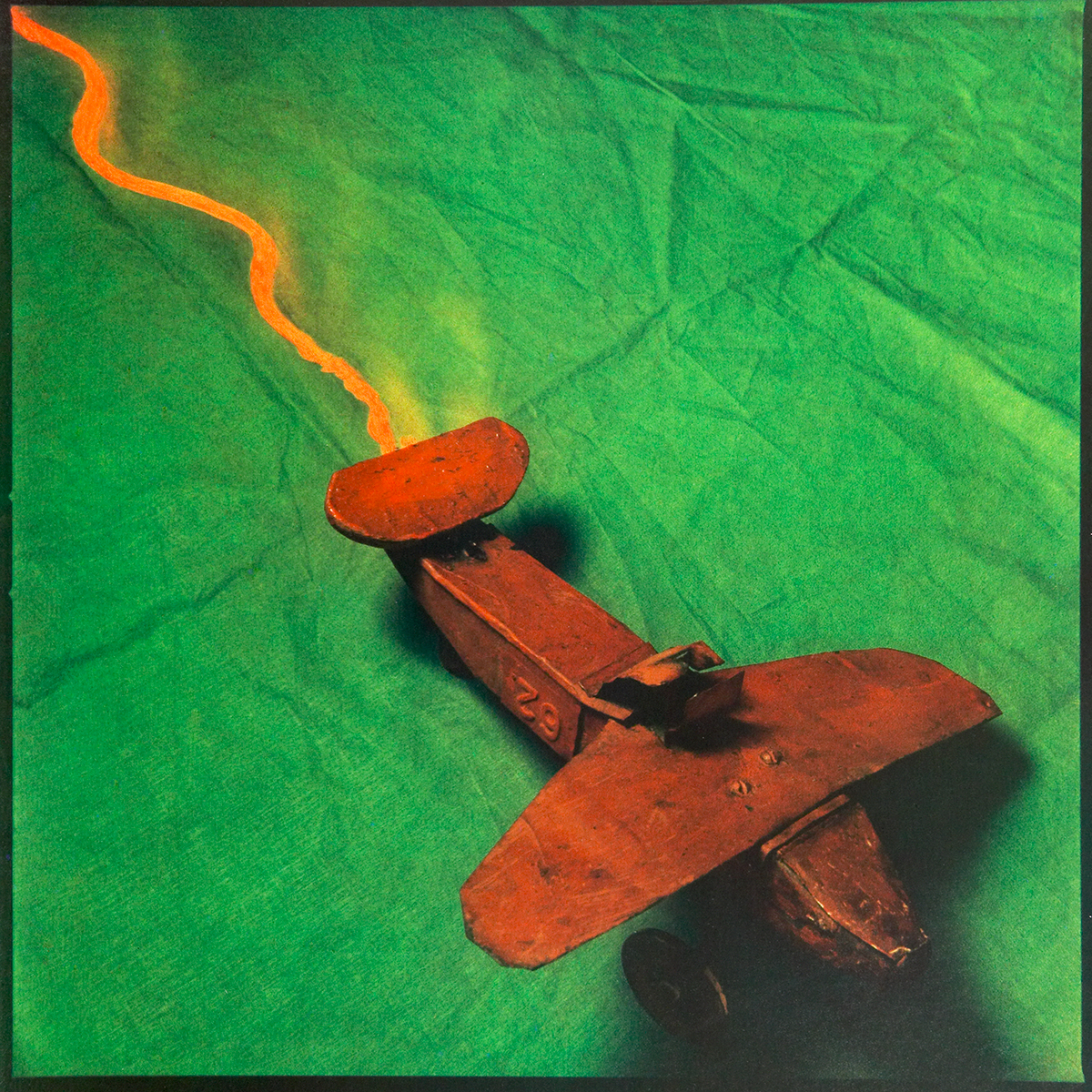
Brinquedos nº 08, 1984, estampa vintage em papel Michel Fresson 30 x 30 cm

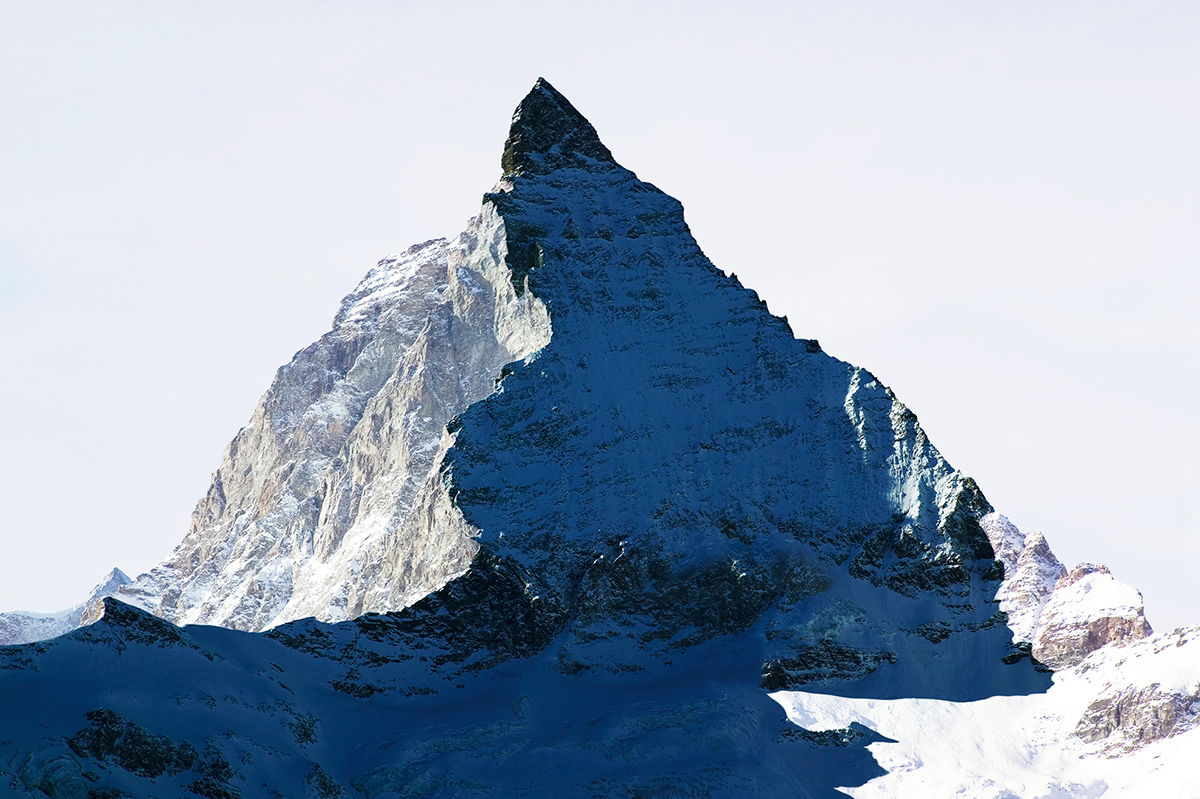
La montagne s'ombre # 09, 2005, Impressão fotográfica Rag Hahnemühle 107 x 160 cm

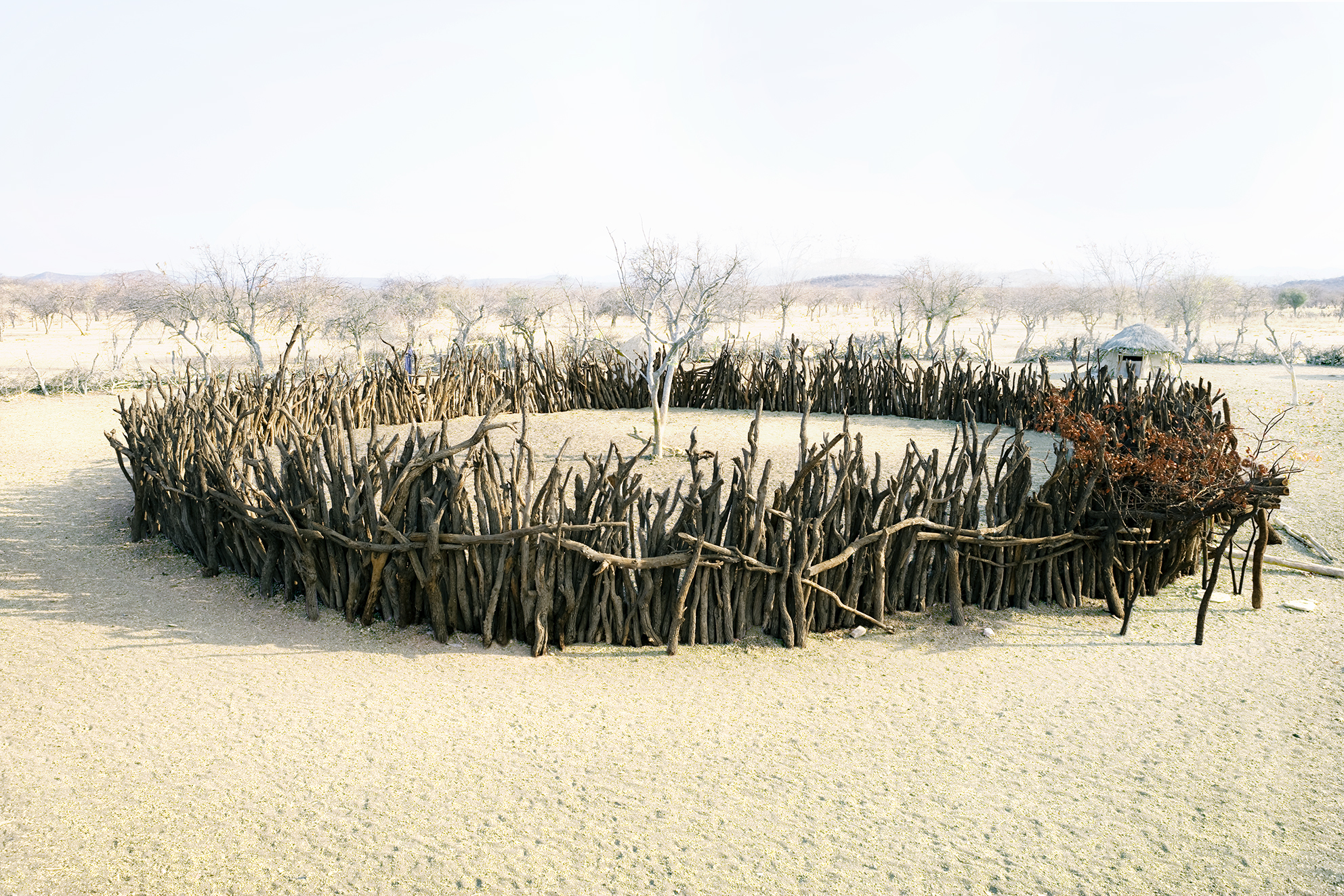
304 Sacred Site, Namíbia, 2007, impressão fotográfica Rag Hahnemühle papel fotográfico, 40 x 60 cm

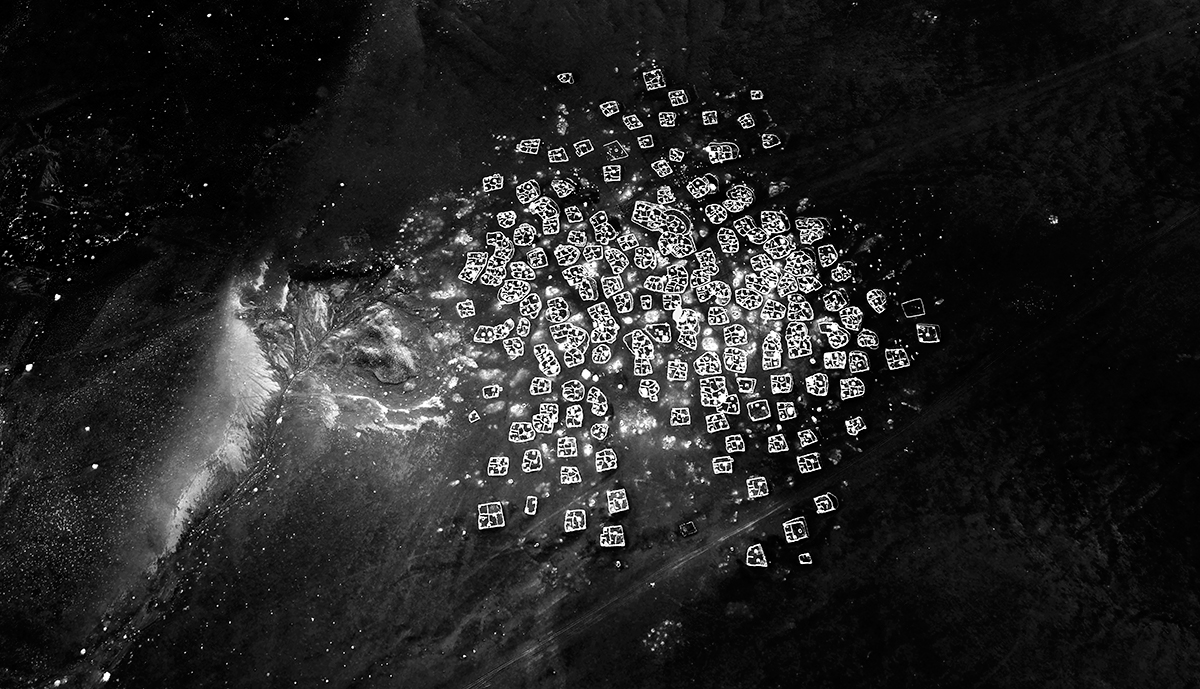
Les cavaliers du diable #60, 2013, Photo Paper Rag Hahnemühle, 42 x 73 cm

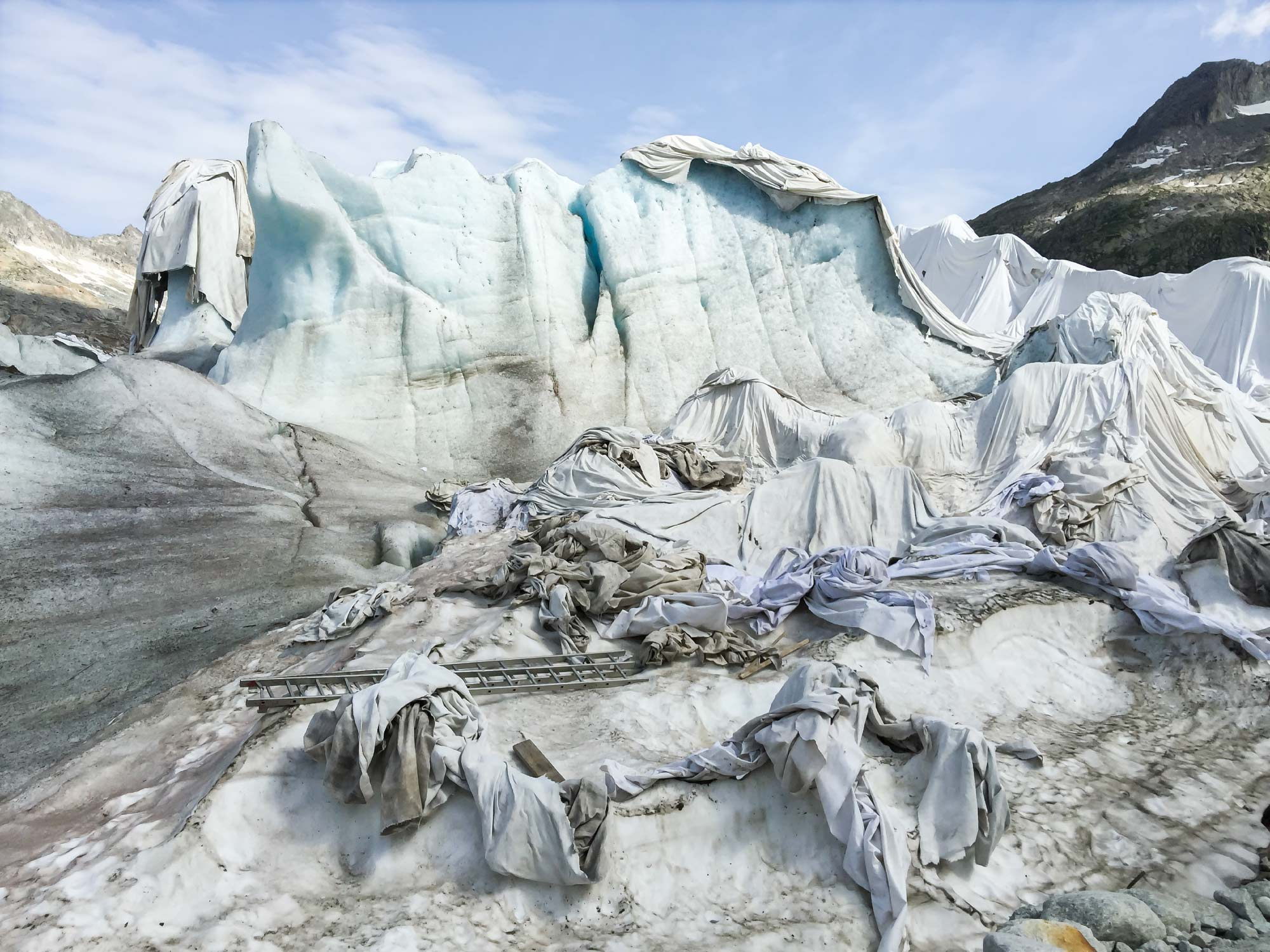
Glaciers #001, Rhonegletscher, 2015, Rag Hahnemühle Photo Print, 60 x 80 cm

Jacques Pugin (nascido em 20 de maio de 1954 em Riaz) é um artista visual e fotógrafo suíço. Foi um dos primeiros fotógrafos a utilizar a técnica do light-painting na segunda metade do século XX, após as primeiras experiências de artistas como Man Ray.

## Biografia e trabalho
Aos 18 anos, Jacques Pugin mudou-se para Zurique para se tornar fotógrafo. Suzanne Abelin, que dirige a Galerie 38, uma das primeiras galerias de fotografia da Suíça, organizou sua primeira exposição individual em 1977. Ele abriu seu primeiro estúdio em 1978 em Genebra. Viajou para a Grécia, onde realizou trabalhos fotográficos que lhe permitiram obter uma bolsa federal de Artes Aplicadas (Suíça) em 1979.

### Light painting
O fisiograma, light-painting ou pintura de luz consiste em obter durante a fotografia os traços de luz devidos à exposição direta do sensor à fonte de luz ou a objetos iluminados. Jacques Pugin intervém nas suas imagens durante a filmagem ou a posteriori através de diferentes técnicas: desenho, pintura, ferramentas digitais, etc. Criou uma série intitulada Graffiti greffés (1978 - 1979) utilizando a luz como lápis que lhe permitia desenhar dentro do próprio processo fotográfico (Light Painting). Ele foi premiado com a Bourse fédérale des Beaux-arts (Suíça) por três anos consecutivos em 1980, 1981 e 1982.
Desde 1983, continuou com o Graffiti rouges, pesquisando a cor com a técnica do fisiograma e utilizando elementos flutuando na água ou no vento.
Em 1984, produziu a série Les jouets (os brinquedos). Nesta série, os traços de luz enfatizam e envolvem corpos e brinquedos que coexistem na imagem. Esta obra faz parte da coleção do Centre Georges-Pompidou em Paris  e da coleção de M&M. Auer que as publicou no livro "Une histoire de la photographyie" em 2003.
Em 1985, durante a Trienal de Friburgo, na Suíça, a Polaroid lhe forneceu uma câmera 50x60 cm com a qual produziu a série Les Polaroids, que passou a fazer parte da coleção de mesmo nome. Entrou na Enciclopédia Internacional de Fotógrafos, de 1939 até o presente  (edições Camera obscura).
Na década de 1990, Jacques Pugin também se interessou por imagens de fonte de vídeo, o que levou a uma série de fotografias intituladas La Montagne Bleue (A Montanha Azul) (1995-1998) e um livro de mesmo nome, com texto de Jean-Michael Oliver. Neste trabalho combina ferramentas informáticas e lápis de cor, para um resultado pictórico, a meio caminho entre a fotografia e a pintura.
Ele então produziu séries completas sobre o tema da vegetação.
Nos anos 2000, ele fez inúmeras viagens ao redor do mundo, e em particular pelos desertos da África, Índia e América Latina para um trabalho intitulado Lugares Sagrados (2002 em diante), apoiado por uma bolsa da Fundação Leenaards.
Ele também vem trabalhando desde 2005 em seu trabalho sobre a paisagem de montanha, La Montagne s'ombre (2005 - 2013).

### Les Cavaliers du Diable(jenjawids,os cavaleiros do diabo)
De 2008 a 2013, Jacques Pugin primeiro optou por não trabalhar em suas imagens, mas usando fotos de satélite tiradas do Google Earth para destacar as cicatrizes do conflito em Darfur. Esses vestígios são as cinzas de casas destruídas, queimadas, dos abusos perpetuados pelos jenjawids, "os cavaleiros do diabo", que exterminaram 300.000 seres humanos. Jacques Pugin, removendo cores e invertendo imagens negativas, desenvolve uma nova forma de mostrar a guerra.
Entre 2015 e 2017, Jacques Pugin sobrevoa geleiras vítimas do aquecimento global. Ele quer ser uma testemunha, tentando provar que o rastro do homem não está longe 

## Bolsas
- 1979 Bourse fédérale des Arts Appliqués, Suíza
- 1980-1981-1982 Bourse fédérale des Beaux Arts, Prix suisses d'art, Suíça[15]
- 1980 Bourse de la Ville de Genève «Lissignol-Chevalier»
- 1981 Bourse de la Ville de Genève «Berthoud»
- 2001 Bourse de la Fondation Leenaards, Lausanne [16]

## Coleções
- Coleções da Biblioteca Nacional, Paris, França
- Cabinet des Estampes, Genebra, Suíça
- Fundação Suíça para Fotografia (Fundação Suíça de Fotografia), Fotostiftung Schweiz, Winterthur, Suíça
- Museu Elysée, Lausanne, Suíça
- Fundo Municipal de Genebra para a Arte Contemporânea (FMAC), Suíça.
- Fundo Cantonal de Arte Contemporânea, (FCAC), Genebra
- The Polaroid Collection, Cambridge (Estados Unidos)
- Museu Réattu, Coleção de fotografias do Festival Internacional Rencontres d'Arles, Arles, França
- Coleção do Museu Nicephore Niepce em Châlon-sur-Saône
- Goro International Press, Tóquio, Japão
- Museu de Arte e História de Friburgo, Suíça.
- Coleção de M + M Auer, Hermance, Suíça.
- Coleção André L'Huillier, Genebra
- Coleção de fotos da cidade de Montpellier, França
- Coleção Bernard Arnault, França
- Coleção Chopard, Suíça
- Centro de Fotografia, Genebra
- Gotthard Bank Collection, Lugano, Suíça
- Coleção do Centro Georges-Pompidou, Paris
- Julius Baer Bank Collection, Suíça e Coleções Particulares.
- Coleção do Musée Gruérien, Bulle, Suíça

## Exposições pessoais (seleção)
- 2021 Esther Woerdehoff Gallery, Genebra, Suíça
- 2020 " Trace · Humance, Photographic Path",[17] Museu Gruérien [18] em Friburgo[19]
- 2017 Geleiras, Galeria Krisal, Carouge / Genebra
- 2017 La montagne s'ombre, Heinz Julen Art Gallery, Zermatt, Suíça
- Autrans International Mountain Film Festival 2016, exposição da série “Glaciers”, Autrans, França
- 2015 Como parte de Le mois de la photo à Montréal, a exposição "Les cavaliers du diable", LA CONDITION POST-PHOTOGRAPHIQUE, curador Joan Fontcuberta, Canadá
- 2015 Como parte de Photofolies na galeria Sainte Catherine, a exposição "Les cavaliers du diable" e a exposição "Graffiti graphés", Rodez, França
- 2014 Getxophoto 2014, Getxo, País Basco, Espanha
- 2010 Galeria Kowasa, Barcelona, Catalunha, Espanha
- 2009 Museu Elysée, Lausanne
- 2006 Galeria Krisal, "Le Montagne s'ombre", Carouge - Genebra
- 2004 Galerie Chambre Claire, "Le Montagne Bleue" e "Sítios sagrados" Annecy, França
- 2002 Galeria Krisal, "Os Desertos" Carouge-Genebra
- 2000 PasquArt Biel Photoforum, Biel, Suíça
- 1999 Galeria Fischlin, "Crossing Desire", Nyon, Suíça
- 1993 Photoforum Pasquart, Biel, Suíça
- 1990/91 Centro de Fotografia de Genebra, Suíça
- 1990 SPECTRUM Gallery, Saragoça, Espanha
- 1988 Palais des Congrès et de la Culture, como parte do festival de imagem da cidade de Le Mans, França
- 1987 Museu Elysée, Lausanne,
- 1984 Casa da Cultura de Rennes, Rennes, França
- 1984 Espace UN Gallery, Genebra
- 1983 Canon Gallery, Amsterdã, Holanda
- 1983 Galeria Viviane Esders, Paris
- 1982 Galeria Suzanne Kupfer, Biel, Suíça
- 1981 Galeria Viviane Esders, Paris,
- 1980 Galeria Edwind Engelberts, Genebra
- 1977 Galeria 38, Zurique, Suíça

## Livros / Catálogos
- 2020 Libro Trace · humance,[20] co-publicado pelo Musée Gruérien de Bulle e Sturm & Drang Publishers. ISBN 978-3-906822-38-9
- 2014 Livro "Les cavaliers du diable", prefácio de Christian Caujolle. ISBN 978-2-9547796-0-7
- 2014 Livro "La montagne s'ombre", com texto de Daniel Girardin, curador do Musée de L'Élysée em Lausanne. ISBN 978-2-9547796-1-4
- 2006 Livro - baú, 36 fotografias de Jacques Pugin, acompanhadas de texto de Daniel Girardin
- 1998 Livro "La montagne bleue", com texto de Jean-Michel Olivier, Photoarchives 10 Collection, Ides et Calendes, Neuchâtel, Suíça.
- Catálogo "Jacques Pugin" 1990 SPAS Locarno, Suíça
- 1990 Catálogo "Trace dans le monde physique" Centre de la Photographie, Xenebra
- Catálogo de 1983, Galeria Oltre, Suíça
- Catálogo de Linha Espacial da Galeria Canon de 1982
- 1980 Portfólios “Grafted graffiti I”, “Grafted graffiti II” e “Cinq mètres” Galerie E. Engelberts, Genebra
- 1979 Catálogo “Grafted Graffiti” Galerie E. Engelberts